# Distretto di Puinahua
Il distretto di Puinahua è uno degli undici distretti della provincia di Requena, in Perù. Si trova nella regione di Loreto e si estende su una superficie di 5.946,83 chilometri quadrati.
Istituito il 2 luglio 1943, ha per capitale la città di Bretaña.